# فرودگاه بین‌المللی کانزای
فرودگاه بین‌المللی کانسای (به انگلیسی: Kansai International Airport) یک فرودگاه همگانی باربری با کد یاتا KIX است که یک باند فرود آسفالت بتن دارد و طول باند آن ۳۵۰۰ متر است. این فرودگاه در شهر اوساکا کشور ژاپن قرار دارد.
عملیات ساخت این فرودگاه در سال ۱۹۸۷ آغاز گردید و فرودگاه در سال ۱۹۹۴ افتتاح شده و مشغول بکار گردید. پس از حدود ۵ الی ۶ سال از فعالیت، نظر به ترافیک بالا و مسائل دیگر تصمیم گرفته شد که باند دوم فرودگاه نیز احداث شود و به همین منظور عملیات احداث جزیره دوم اندکی بزرگتر از جزیره اول و با ارتفاع بیشتر از آن در سال ۱۹۹۹ آغاز شد. عملیات احداث باند دوم ( جزیره دوم) به‌دلیل رکود اقتصادی ژاپن در حدود سال ۲۰۰۴ برای مدتی متوقف گردید.
این فرودگاه در نوع خود بی نظیر است چه از لحاظ معماری و چه از لحاظ قرار گرفتن در دل اقیانوس، گرچه باند بتنی این فرودگاه دچار پیری زودرس شده و ۳ سانتیمتر بیش از پیش‌بینی‌ها در آب فرو رفته است.
فرودگاه کانسای یکی از بزرگترین فرودگاه‌های قاره آسیاست و تقریباً به همه جای دنیا پروازهایی را به صورت روزانه انجام می‌دهد.
نزدیک به ۱۴ میلیون نفر سالانه از این فرودگاه استفاده می‌کنند.

## نگارخانه

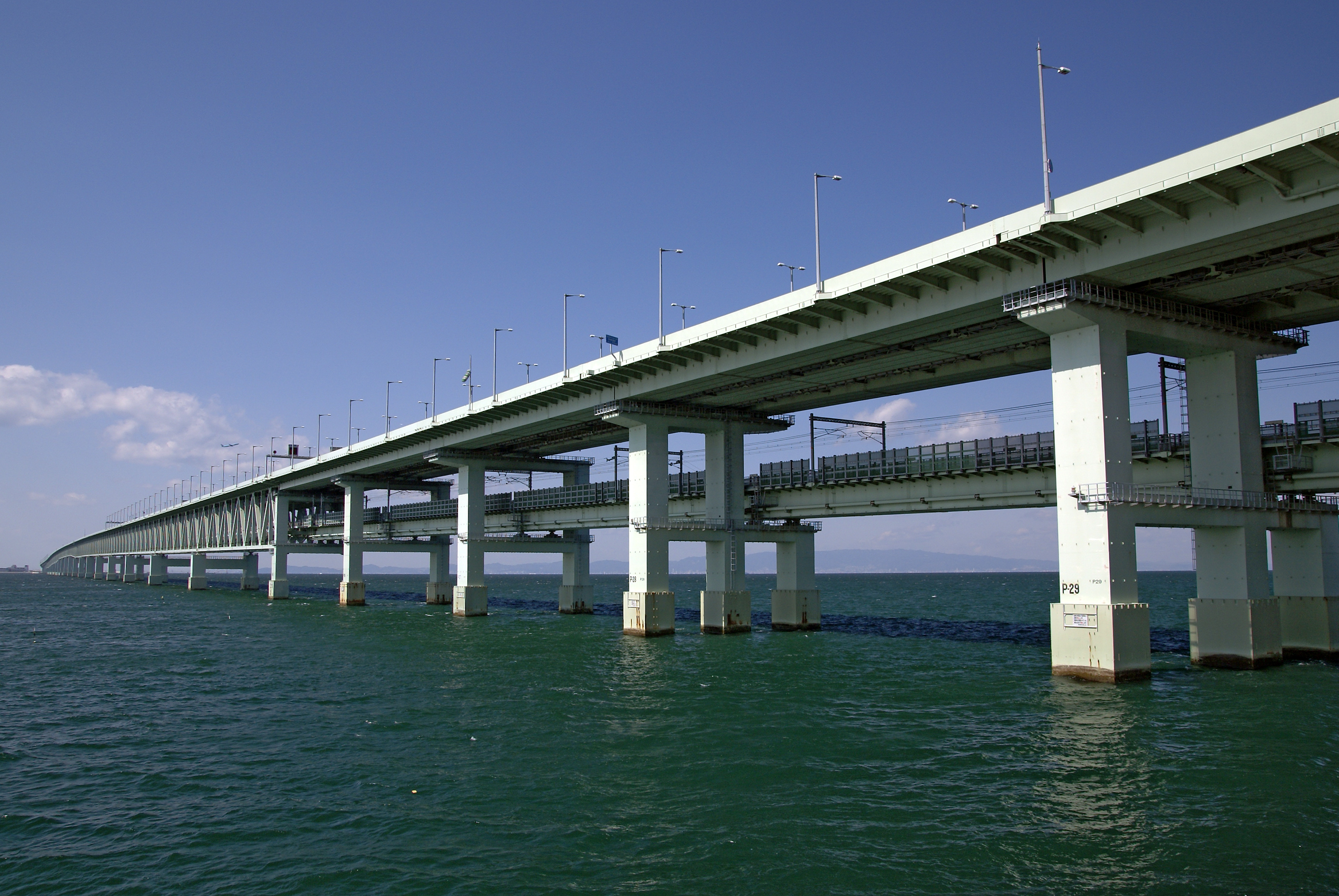
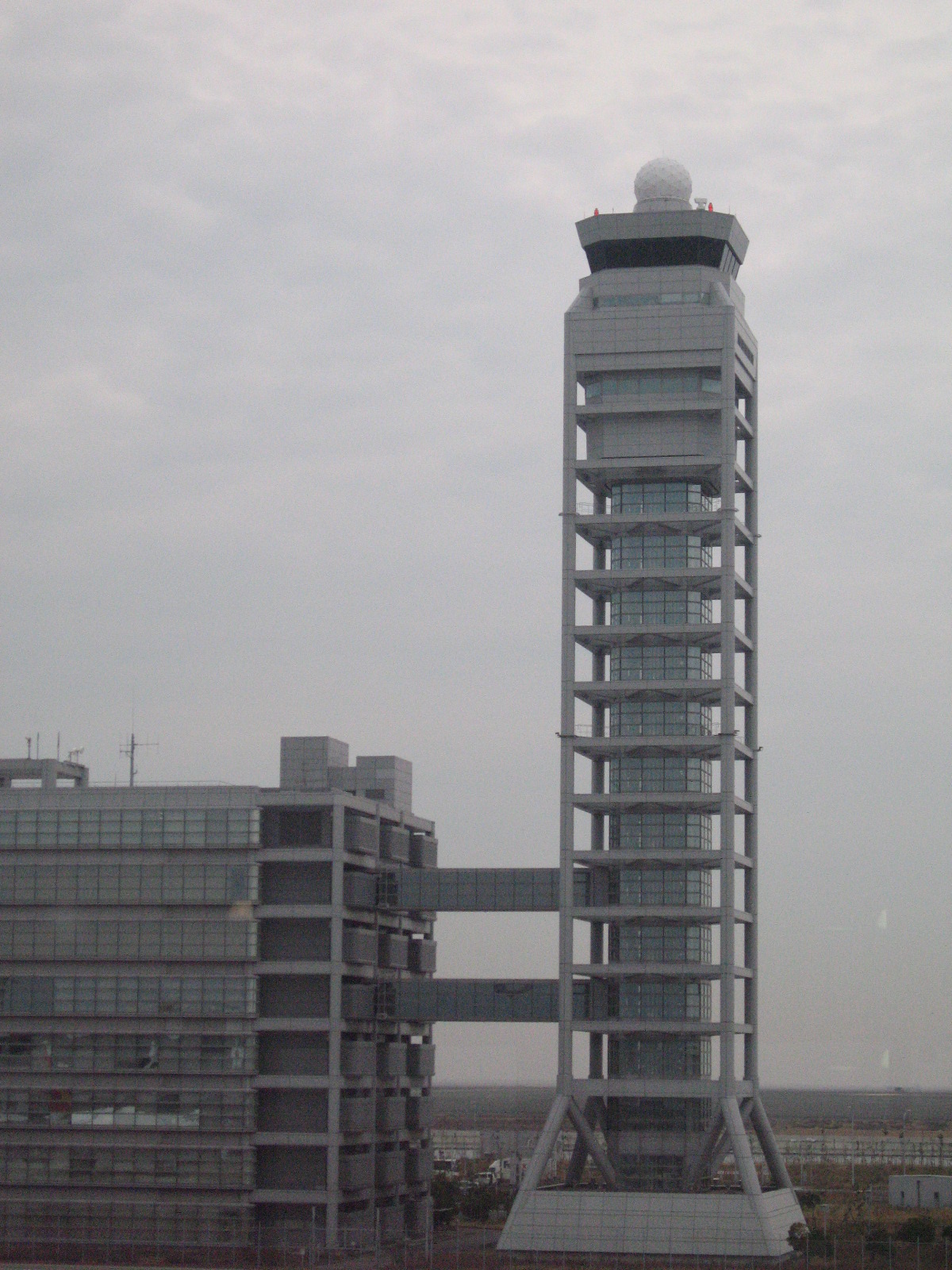

## شرکت‌های هواپیمایی و مقصدهای پروازی

### مسافری
| شرکت‌های هواپیمایی                                | مقصدهای پروازی |
| ------------------------------------------------ | --- |
| ایرآسیا ایکس                                     | بین الملی هونولولو، کوالالامپور |
| Air Busan                                        | گیمهی، دئگو |
| ایر کانادا روژ                                   | فصلی: ونکوور |
| ایر چاینا                                        | پکن، چنگدو شوانگلیو، دالیان ژووشویزی، شانگهای پودنگ، تیانجین بینهای                                                                                                   |
| ایر فرانس                                        | شارل دوگل پاریس |
| ایر ایندیا                                       | ایندیرا گاندی، هنگ کنگ، چاتراپاتی شیواجی |
| ایر ماکائو                                       | ماکائو |
| ایر نیوزیلند                                     | فصلی: اوکلند |
| Air Seoul                                        | اینچئون (آغاز از ۱۲ سپتامبر ۲۰۱۷) |
| ایرکالین                                         | لا تنتوتا |
| آل نیپون ایرویز                                  | پکن، دالیان ژووشویزی، فوکوئوکا، هانگجو ژیاشان، هنگ کنگ، Ishigaki، مییاکو، ناها، کینگدائو لیوتینگ، نیو چیتوز، شانگهای پودنگ، هانه‌دا فصلی: آساهیکاوا، هوکایدو، ممانبتسو |
| آسیانا ایرلاینز                                  | گیمپو، اینچئون فصلی: سایپن |
| کاتای پاسیفیک                                    | هنگ کنگ، تائویوان تایوان |
| سبو پسیفیک                                       | نینوی آکوئینو |
| چاینا ایرلاینز                                   | گاوشیونگ، تاینان، تائویوان تایوان |
| هواپیمایی شرقی چین                               | پکن، هانگجو ژیاشان، نانجینگ لوکو، نینگبو لیشه، کینگدائو لیوتینگ، شانگهای پودنگ، یانجی چائویانگ‌چون، یانتای چائوشوی                                                     |
| هواپیمایی شرقی چین اجرا توسط شانگهای ایرلاینز    | شانگهای پودنگ |
| هواپیمایی جنوبی چین                              | چانگشا هوانگهوا، دالیان ژووشویزی، بایون گوآنگجو، لانگ‌دونگ‌بائو گوئی‌یانگ، هاربین تایپینگ، شانگهای پودنگ، شنینگ تخین، شنژن بن، ژنگژو سین‌ژنگ                              |
| دلتا ایرلاینز                                    | بین الملی هونولولو |
| ایستار جت                                        | گیمهی، اینچئون |
| هواپیمایی مصر                                    | چارتر: قاهره، لوکسار |
| هواپیمایی امارات                                 | دوبی |
| اوا ایر                                          | گاوشیونگ، تائویوان تایوان |
| فن‌ایر                                            | هلسینکی |
| گارودا ایندونزیا                                 | انگوراه رای، سوئکارنو-هتا |
| هاینان ایرلاینز اجرا توسط بیجینگ کپیتال ایرلاینز | هانگجو ژیاشان |
| Hawaiian Airlines                                | بین الملی هونولولو |
| هنگ کنگ ایرلاینز                                 | هنگ کنگ |
| هنگ کنگ اکسپرس                                   | هنگ کنگ |
| خطوط هوایی ژاپن                                  | سووارنابومی، بین الملی هونولولو، لس‌آنجلس، نیو چیتوز، شانگهای پودنگ، تائویوان تایوان، هانه‌دا                                                                           |
| Japan Airlines اجرا توسط ژاپن ترانس‌اوشن ایر      | Ishigaki، ناها |
| ججو ایر                                          | گیمهی، گیمپو، اینچئون |
| جت‌استار                                          | کنز، ملبورن |
| Jetstar Asia Airways                             | نینوی آکوئینو، چانگی سنگاپور، تائویوان تایوان |
| Jetstar Japan                                    | فوکوئوکا، هنگ کنگ، ناها، نیو چیتوز، ناریتا فصلی: نینوی آکوئینو |
| Jetstar Pacific                                  | دا نانگ، نوا به (آغاز هردو از ۱ سپتامبر ۲۰۱۷) |
| Jin Air                                          | گیمهی، اینچئون |
| جونیائو ایرلاینز                                 | نانجینگ لوکو، شانگهای پودنگ |
| کاال‌ام                                           | اسخیپول آمستردام |
| کورین ایر                                        | گیمهی، ججو، گیمپو، اینچئون |
| لوفت‌هانزا                                        | فرانکفورت |
| مالزی ایرلاینز                                   | کوالالامپور |
| اوکی ایرویز                                      | تیانجین بینهای |
| Peach                                            | گیمهی، فوکوئوکا، هنگ کنگ، Ishigaki، کاگوشیما، گاوشیونگ، ماتسویاما، مییازاکی، ناگازاکی، ناها، نیو چیتوز، سندای، اینچئون، شانگهای پودنگ، تائویوان تایوان، ناریتا        |
| فیلیپین ایرلاینز                                 | مکتان-کبو، نینوی آکوئینو، تائویوان تایوان |
| کانتاس                                           | فصلی: سیدنی (برقراری مجدد از ۱۴ دسامبر ۲۰۱۷) |
| اس۷ ایرلاینز                                     | ولادی‌وستوک |
| Scoot                                            | دن موئنگ، گاوشیونگ، چانگی سنگاپور |
| شاندونگ ایرلاینز                                 | جینان یاکیانگ، کینگدائو لیوتینگ, اورومچی دیووپو |
| شنژن ایرلاینز                                    | پکن، نانتونگ زینگدونگ، شنژن بن، سانن شوفانگ |
| سیچوان ایرلاینز                                  | چنگدو شوانگلیو |
| سنگاپور ایرلاینز                                 | چانگی سنگاپور |
| اسپرینگ ایرلاینز                                 | چنگچینگ ییانگبی، کینگدائو لیوتینگ، شانگهای پودنگ، تیانجین بینهای، ووهان تیانهه، شی‌آن شیان‌یانگ, یانگژو تایژو                                                           |
| Spring Airlines Japan                            | ناریتا |
| StarFlyer                                        | هانه‌دا |
| تای ایرآسیا ایکس                                 | دن موئنگ |
| تای ایرویز اینترنشنال                            | سووارنابومی |
| تیانجین ایرلاینز                                 | تیانجین بینهای |
| تایگرایر تایوان                                  | گاوشیونگ، تائویوان تایوان |
| تی وی ایرلاینز                                   | گیمهی, دئگو، انتونیو بی وان پت، ججو, اینچئون |
| یونایتد ایرلاینز                                 | انتونیو بی وان پت، سانفرانسیسکو |
| Vanilla Air                                      | امامی، هاکوداته, ناریتا, تائویوان تایوان |
| ویتنام ایرلاینز                                  | نوا به، تان سون نهات |
| ژیامن ایرلاینز                                   | فوژو چنگل، زیامن گائوچی |

### باری
| شرکت‌های هواپیمایی      | مقصدهای پروازی |
| ---------------------- | --- |
| Air China Cargo        | پکن، شانگهای پودنگ |
| ایر هنگ‌کنگ             | هنگ کنگ |
| ANA & JP Express       | اینچئون |
| آل نیپون ایرویز        | سووارنابومی، دالیان ژووشویزی، ناها، کینگدائو لیوتینگ، سگا، شانگهای پودنگ، هانه‌دا، ناریتا، زیامن گائوچی                              |
| آسیانا ایرلاینز        | اینچئون |
| کاتای پاسیفیک          | هنگ کنگ، اینچئون |
| چاینا ایرلاینز         | تد استیونز انکوریج، لس‌آنجلس، تائویوان تایوان                                                                                        |
| چاینا کارگو ایرلاینز   | شانگهای پودنگ، زیامن گائوچی |
| چاینا پستال ایرلاینز   | شانگهای پودنگ |
| هواپیمایی جنوبی چین    | شانگهای پودنگ |
| کاتای پاسیفیک          | هنگ کنگ |
| اوا ایر                | تائویوان تایوان |
| فدکس اکسپرس            | تد استیونز انکوریج، پکن، بایون گوآنگجو، هنگ کنگ، ایندیاناپلیس، ممفیس، اوکلند، چانگی سنگاپور، شانگهای پودنگ، تائویوان تایوان، ناریتا |
| گارودا ایندونزیا       | انگوراه رای، سوئکارنو-هتا |
| هنگ کنگ ایرلاینز       | هنگ کنگ |
| کورین ایر              | اینچئون |
| لوفت‌هانزا کارگو        | فرانکفورت، یملیانو |
| نیپون کارگو ایرلاینز   | سووارنابومی، پکن، بایون گوآنگجو، هنگ کنگ، اینچئون، شانگهای پودنگ، چانگی سنگاپور، ناریتا                                             |
| پولار ایر کارگو        | اوهر شیکاگو، شانگهای پودنگ |
| سنگاپور ایرلاینز کارگو | هنگ کنگ، لس‌آنجلس، چانگی سنگاپور |
| یوپی‌اس ایرلاینز        | تد استیونز انکوریج، شانگهای پودنگ، شنژن بن                                                                                          |
| یاکوتیا ایرلاینز       | شانگهای پودنگ |